# Estêvão Cardoso de Avellar
Estêvão Cardoso de Avellar OP (* 4. November 1917 in Três Corações, Brasilien; † 3. Dezember 2009 in Uberlândia, Minas Gerais, Brasilien) war ein brasilianischer Ordensgeistlicher und römisch-katholischer Bischof von Uberlândia.

## Leben
Estêvão Cardoso de Avellar trat der Ordensgemeinschaft der Dominikaner bei und studierte Philosophie am Priesterseminar von Mariana und Theologie an der Dominikanischen Hochschule in Frankreich. Er empfing am 6. Oktober 1946 die Priesterweihe. Er war Novizenmeister, Prior des Klosters von Belo Horizonte (MG) und Prior des Klosters von Rio de Janeiro (RJ).
Papst Paul VI. ernannte ihn am 6. August 1971 zum Titularbischof von Eucarpia und zum Koadjutorprälaten von Marabá. Der Apostolische Nuntius in Brasilien, Erzbischof Umberto Mozzoni, spendete ihm am 26. September desselben Jahres die Bischofsweihe; Mitkonsekratoren waren Othon Motta, Bischof von Campanha, und Tomás Balduino OP, Bischof von Goiás. Sein Motto war: Er liebte sie bis zum Ende. (Amou-os até o fim).
Er wurde am 27. März 1976 zum Prälat von Santíssima Conceição do Araguaia und am 20. März 1978 zum Bischof von Uberlândia ernannt. Er war zudem Vizepräsident der Regional Leste 2 (Minas Gerais und Espirito Santo) der brasilianischen Bischofskonferenz (CNNB).
Am 23. Dezember 1992 nahm Papst Johannes Paul II. seinen altersbedingten Rücktritt an. Estêvão Cardoso de Avellar wurde in der Krypta der Kathedrale Santa Teresinha in Uberlândia beigesetzt.